# Le Petit-Celland
Le Petit-Celland és un municipi francès situat al departament de la Manche i a la regió de Normandia. L'any 2007 tenia 178 habitants.

## Demografia

### Població
El 2007 la població de fet de Le Petit-Celland era de 178 persones. Hi havia 80 famílies de les quals 20 eren unipersonals (4 homes vivint sols i 16 dones vivint soles), 32 parelles sense fills, 24 parelles amb fills i 4 famílies monoparentals amb fills.
La població ha evolucionat segons el següent gràfic:
Habitants censats

### Habitatges
El 2007 hi havia 105 habitatges, 79 eren l'habitatge principal de la família, 11 eren segones residències i 15 estaven desocupats. 103 eren cases i 1 era un apartament. Dels 79 habitatges principals, 62 estaven ocupats pels seus propietaris, 16 estaven llogats i ocupats pels llogaters i 1 estava cedit a títol gratuït; 3 tenien dues cambres, 24 en tenien tres, 26 en tenien quatre i 27 en tenien cinc o més. 70 habitatges disposaven pel capbaix d'una plaça de pàrquing. A 40 habitatges hi havia un automòbil i a 33 n'hi havia dos o més.

### Piràmide de població
La piràmide de població per edats i sexe el 2009 era:
| Homes | Edats   | Dones |
| ----- | ------- | ----- |
| 0     | 95 o +  | 0     |
| 0     | 90 a 94 | 4     |
| 0     | 85 a 89 | 0     |
| 4     | 80 a 84 | 4     |
| 0     | 75 a 79 | 4     |
| 4     | 70 a 74 | 4     |
| 20    | 65 a 69 | 8     |
| 8     | 60 a 64 | 12    |
| 4     | 55 a 59 | 4     |
| 4     | 50 a 54 | 8     |
| 4     | 45 a 49 | 0     |
| 0     | 40 a 44 | 4     |
| 8     | 35 a 39 | 0     |
| 8     | 30 a 34 | 0     |
| 8     | 25 a 29 | 4     |
| 4     | 20 a 24 | 0     |
| 0     | 15 a 19 | 0     |
| 0     | 10 a 14 | 0     |
| 4     | 5 a 9   | 8     |
| 4     | 0 a 4   | 0     |

## Economia
El 2007 la població en edat de treballar era de 105 persones, 83 eren actives i 22 eren inactives. De les 83 persones actives 78 estaven ocupades (40 homes i 38 dones) i 5 estaven aturades (2 homes i 3 dones). De les 22 persones inactives 12 estaven jubilades, 6 estaven estudiant i 4 estaven classificades com a «altres inactius».

### Ingressos
El 2009 a Le Petit-Celland hi havia 76 unitats fiscals que integraven 173 persones, la mediana anual d'ingressos fiscals per persona era de 14.093 €.

### Activitats econòmiques
Dels 2 establiments que hi havia el 2007, 1 era d'una empresa alimentària i 1 d'una empresa d'hostatgeria i restauració.
L'únic servei als particulars que hi havia el 2009 era un restaurant.
L'any 2000 a Le Petit-Celland hi havia 40 explotacions agrícoles que ocupaven un total de 378 hectàrees.

## Poblacions més properes
El següent diagrama mostra les poblacions més properes.